# Hoplochelus peyrierasi
Hoplochelus peyrierasi är en skalbaggsart som beskrevs av Marc Lacroix 1989. Hoplochelus peyrierasi ingår i släktet Hoplochelus och familjen Melolonthidae. Inga underarter finns listade i Catalogue of Life.